# Oreogrammitis dictymioides
Oreogrammitis dictymioides är en stensöteväxtart som först beskrevs av Edwin Bingham Copeland, och fick sitt nu gällande namn av Barbara S. Parris. Oreogrammitis dictymioides ingår i släktet Oreogrammitis och familjen Polypodiaceae. Inga underarter finns listade.